# Storia del popolo americano dal 1492 a oggi
A People's History of the United States è un libro di storia del 1980, ampliato nelle successive edizioni, scritto dallo storico statunitense Howard Zinn. Nel libro, Zinn riscrive la storia delle élite politico-economiche dominanti l'informazione degli Stati Uniti, guardando con gli occhi del popolo ovvero delle classi sottomesse: nativi americani, schiavi, donne, lavoratori, soldati, messicani, manifestanti, carcerati.

## Premessa
<La storia è la memoria degli stati>scrisse Henry Kissinger […] Il mio punto di vista […] è diverso: non dobbiamo accettare come nostra la memoria degli stati. Le nazioni non sono comunità e non lo sono mai state. La storia di qualunque paese, presentata come fosse la storia di una famiglia, nasconde la realtà di feroci conflitti di interesse […] Il mio intento non è piangere le vittime e denunciare i carnefici. […] Non voglio nemmeno inventare vittorie per i movimenti popolari. […] Parto dal presupposto, o forse soltanto dalla speranza, che il nostro futuro si possa trovare negli effimeri momenti di compassione del passato, piuttosto che nei secoli di guerra.
Howard Zinn, cap. 1, pagg. 17-18.

## Sommario
Capitolo 1, "Columbus, the Indians, and Human Progress" (Colombo, gli Indiani, e il Progresso dell'Umanità) contiene la premessa alla lettura del libro e tratta delle guerre di colonizzazione tra Europei e nativi americani, partendo dall'arrivo di Cristoforo Colombo, accolto pacificamente dagli Arawak sterminati nel giro di pochi anni.
Capitolo 2, "Drawing the Color Line" (Tracciando la linea di colore) color line, come la chiamava W. E. B. Du Bois, tratta della schiavitù e dello sfruttamento delle classi povere inglesi.
Capitolo 3, "Persons of Mean and Vile Condition" (Persone di bassa e vile condizione) descrive la Bacon's Rebellion, e la condizione dei poveri nelle colonie. Il titolo è la descrizione che un gruppo di mercanti diede a proposito della folla di manifestanti a Boston negli anni 30 del 1700.
Capitolo 4, "Tyranny is Tyranny" (La tirannia è tirannia): motto gridato nei disordini successivi al richiamo alla leva militare dopo la Dichiarazione d'indipendenza, tratta di come i Padri fondatori incoraggiassero la guerra per distrarre la popolazione dai loro problemi economici. L'autore sostiene che questa strategia è stata utilizzata anche dai successivi leader del paese.
Capitolo 5, "A Kind of Revolution" (Una specie di rivoluzione) tratta degli arruolamenti per la guerra d'indipendenza e delle paure che si trasformasse in una rivoluzione a modello francese.
Capitolo 6, "The Intimately Oppressed" (Le intimamente oppresse) descrive la ribellione alle diseguaglianze nelle donne nei primi anni degli Stati Uniti. Donne come Polly Baker, Anne Hutchinson, Mary Dyer, Amelia Bloomer, Catharine Beecher, Emma Willard, Harriot Hunt Elizabeth Blackwell, Lucy Stone, Elizabeth Cady Stanton, Margaret Fuller, Sarah Grimké, Angelina Grimké, Dorothea Dix, Frances Wright, Lucretia Mott, e Sojourner Truth.
Capitolo 7, "As Long As Grass Grows or Water Runs" (Finché l'erba crescerà e l'acqua scorrerà) è la celebre promessa di proprietà della terra che Andrew Jackson fece ai Choctaw per costringerli ad abbandonare le loro terre. L'oppressione dei nativi americani.
Capitolo 8, "We Take Nothing By Conquest, Thank God" (Noi non prendiamo nulla con la forza [...] Dio sia lodato): articolo apparso sul giornale Wigh Intelligencer nel 1848 dopo l'annessione del Nuovo Messico e la California, Guerra di annessione Messico-Americana.
Capitolo 9, "Slavery Without Submission, Emancipation Without Freedom": schiavitù, abolizionismo, guerra civile.
Capitolo 10, "The Other Civil War"( L'altra guerra civile): la vita durante la guerra civile e le ricorrenti crisi economiche del 1837, 1857, 1873, 1893, 1907, 1919, 1929, le vicende della lotta di classe ottocentesca, la democrazia jacksoniana.
Capitolo 11, "Robber Barons and Rebels": La nascita e fortuna dei grandi monopoli privati economici, bancari e ferroviari: John D. Rockfeller, Andrew Carnegie, Philip Armour, Jay Gould e James Mellon e la nascita e repressioni dei sindacati.
Alla prima edizione del 1980, ne seguirono altre nel 1995, 1998, 2003 che arricchirono l'opera di altri capitoli di storia più recente:
Capitolo 12, (L'impero e il popolo): l'espansionismo estero, l'annessione delle Hawaii, il caso Cuba, la guerra alle Filippine e il trattamento di soldati e reduci.
Capitolo 13, (La sfida socialista): Emma Goldman, Mark Twain, Upton Sinclair, Jack London, Henry James, taylorismo, Eugene Debs, IWW, Joe Hill, Bill Haywood, Kate Richards O’Hare, Margaret Sanger, Helen Keller, Massacro di Ludlow, Bombardamento di Veracruz.
Capitolo 14, («La guerra è salute per lo Stato») sono le parole dello scrittore Randolph Bourne durante la prima guerra mondiale, «Niente di nuovo sul fronte occidentale», l'affondamento del transatlantico Lusitania, limitazioni della libertà di parola e stampa, gli anarchici Andrea Salsedo, Sacco e Vanzetti.
Capitolo 15, (Difendersi in tempi duri): lo sciopero di Seattle del 1919, il deputato Fiorello La Guardia, il Piano Mellon, la collera dei reduci della Prima guerra mondiale a Washington nel 1932, il New Deal, scioperi selvaggi e occupazione di fabbriche, Massacro del Memorial Day.
Capitolo 16, (Una guerra del popolo?): la Seconda Guerra Mondiale e i doppi giochi del governo, il Decreto 9066, i bombardamenti di Iwo Jima, Colonia, Dresda, Tokyo, Hiroshima, Nagasaki, la crociata anticomunista, il Caso Rosenberg, interventi in Iran, Guatemala, Libano, la Baia dei Porci, test nucleari e rifugi antiatomici.
Capitolo 17, («… Oppure esplode?»), da una poesia di Langston Hughes, la rivolta nera degli anni '50 e '60, i Ragazzi di Scottsboro, Angelo Herndon, Robert Williams, sit-in di Greensboro, i Freedom Riders, James Chaney, Malcolm X, i Black Panthers, Martin Luther King, Patricia Robinson.
Capitolo 18, (Vietnam: la vittoria impossibile) sviluppo del più grande movimento pacifista, i Pentagon Papers, Ho Chi Minh, pretesto del Tonchino, il Massacro di My Lai, la Piana delle Giare, «Lyndon Johnson, quanti bambini hai ammazzato oggi?», Ron Kovic e i reduci.
Capitolo 19, (Sorprese) negli anni '60 e '70 la rivolta dei modi di vivere artificiosi, rivendicazioni dei detenuti, George Jackson, Rivolta di Attica, delle donne Malvina Reynolds, Betty Friedan, dei nativi americani Fish-in, Occupazione di Alcatraz, ritorno a Wounded Knee.
Capitolo 20, (Gli anni settanta. Sotto controllo?): prosecuzione delle politiche repressive e anticostituzionali nonostante il Watergate e i complotti svelati di CIA e FBI.
Capitolo 21, (Carter, Reagan, Bush: il consenso bipartisan, la difesa della cultura capitalista con ogni mezzo e scusa, massacri di Timor Est, rivoluzione in Colombia, la difesa di Reza Pahlavi, riscaldamento globale, aumento spese militari, diminuzione del welfare, scandalo Irangate, l'assassinio di Óscar Romero, guerra all'Iraq, Saddam Hussein come Hitler? .
Capitolo 22, (La resistenza ignorata): la «cultura antagonista permanente», il movimento nazionale contro le armi nucleari, manifestazioni contro gli interventi militari, proteste per il Columbus Day, lotte dei latinos.
Capitolo 23, (La presidenza Clinton e la crisi della democrazia): tagli al welfare e alla tassazione dei ricchi, monopolio dell'informazione.
Capitolo 24, (L'imminente rivolta dei guardiani) : un auspicio finale di Zinn.

## Curiosità
Il libro è citato da Matt Damon nel film Will Hunting - Genio ribelle.
Viene inoltre letto dai protagonisti del film Lady Bird.
Compare brevemente anche in un episodio della quarta stagione dei Soprano